# Underground hip hop
Underground hip hop este un termen folosit pentru muzica hip hop aflată în afara sferei comerciale. Este asociat în general cu artiștii independenți, având contract cu case de discuri independente sau cu nicio casă de discuri.
Underground hip hop se caracterizează adesea prin versuri pozitive, legate de conștiența socială sau anti-comerciale. Cu toate acestea, nu există o temă general universală - Allmusic sugerează că „nu are înțelesuri sonice”. Termenul „underground” se referă, de asemenea, la comunitatea de muzicieni, fani și alte persoane care susțin muzica independentă, non-comercială. Uneori, muzica underground hip hop mai este cunoscută și ca hip hop alternativ.
Unii artiști care sunt cunoscuți ca underground în prezent, nu au fost întotdeauna așa, iar în trecut au reușit să pătrundă în clasamentele Billboard.